# Décès en mai 2013
Décès
- 2009
- 2010
- 2011
- 2012
- 2013
- 2014
- 2015
- 2016
- 2017

Pour une information complémentaire, voir la page d'aide.

| Date    | Nom                                  | Activités                                                                               | Âge      | Source |
| ------- | ------------------------------------ | --------------------------------------------------------------------------------------- | -------- | ------ |
| 1er mai | Wouter Dewilde                       | Coureur cycliste belge.                                                                 | 35       |        |
| 1er mai | Chris Kelly                          | Rappeur américain, membre du groupe Kris Kross.                                         | 34       |        |
| 1er mai | Pierre Pleimelding                   | Footballeur français.                                                                   | 60       |        |
| 2 mai   | Aaron Banks                          | Grand maître des arts martiaux et acteur américain.                                     | 84 ou 85 | (en)   |
| 2 mai   | Jeff Hanneman                        | Guitariste américain, membre fondateur du groupe de thrash metal Slayer.                | 49       |        |
| 2 mai   | Ivan Turina                          | Footballeur croate, gardien de but de l'AIK Solna.                                      | 32       |        |
| 3 mai   | Cedric Brooks                        | Saxophoniste jamaïcain.                                                                 | 70       |        |
| 3 mai   | Henri Combot                         | Footballeur français.                                                                   | 91       |        |
| 3 mai   | Brad Drewett                         | Tennisman australien, président de l'ATP.                                               | 56       |        |
| 3 mai   | Benoît Gysembergh                    | Photo-reporter français à Paris Match.                                                  | 59       |        |
| 3 mai   | Marc Simoneau                        | Animateur de radio et commentateur sportif québécois.                                   | 72       |        |
| 3 mai   | Branko Vukelić                       | Homme politique croate.                                                                 | 55       | (hr)   |
| 4 mai   | Otis Bowen                           | Médecin et homme politique américain.                                                   | 95       | (en)   |
| 4 mai   | Christian de Duve                    | Prix Nobel belge de médecine 1974.                                                      | 95       |        |
| 4 mai   | Mario Machado                        | Acteur américain.                                                                       | 78       | (en)   |
| 4 mai   | César Portillo de la Luz             | Guitariste et compositeur cubain.                                                       | 90       |        |
| 4 mai   | Valérie Sarn                         | Productrice et animatrice de télévision belge.                                          | 72       |        |
| 4 mai   | Jacques Stockman                     | Footballeur belge.                                                                      | 74       | (en)   |
| 5 mai   | Jürg Amann                           | Écrivain suisse.                                                                        | 65       | (de)   |
| 5 mai   | Cristina Conchiglia                  | Syndicaliste et femme politique italienne.                                              | 90       | (it)   |
| 5 mai   | Lotfi Dziri                          | Acteur tunisien.                                                                        | 67       |        |
| 5 mai   | Rossella Falk                        | Actrice italienne.                                                                      | 86       | (en)   |
| 5 mai   | Sarah Kirsch                         | Poétesse allemande.                                                                     | 78       | (de)   |
| 5 mai   | Robert Ressler                       | Criminologue et profiler américain.                                                     | 76       | (en)   |
| 6 mai   | Giulio Andreotti                     | Homme politique italien, sept fois président du Conseil.                                | 94       |        |
| 6 mai   | Alain Jégou                          | Poète français.                                                                         | 64       |        |
| 6 mai   | Anne-Lise Stern                      | Psychanalyste française.                                                                | 91       |        |
| 7 mai   | Ray Harryhausen                      | Concepteur d'effets spéciaux et producteur américain.                                   | 92       |        |
| 7 mai   | Teri Moïse                           | Chanteuse américaine.                                                                   | 43       |        |
| 7 mai   | Peter Rauhofer                       | DJ autrichien.                                                                          | 48       |        |
| 7 mai   | George Sauer Jr (en)                 | Joueur de football américain.                                                           | 69       | (en)   |
| 8 mai   | Dan Adkins                           | Bédéiste américain.                                                                     | 76       | (en)   |
| 8 mai   | Jeanne Cooper                        | Actrice américaine.                                                                     | 84       |        |
| 8 mai   | Bryan Forbes                         | Réalisateur britannique.                                                                | 86       | (en)   |
| 8 mai   | Taylor Mead                          | Acteur américain.                                                                       | 88       | (en)   |
| 8 mai   | Guy Nungesser                        | Footballeur français.                                                                   | 82       |        |
| 8 mai   | Géza Vermes                          | Historien des religions britanno-hongrois.                                              | 88       | (en)   |
| 9 mai   | Alfredo Landa                        | Acteur espagnol.                                                                        | 80       |        |
| 9 mai   | Ottavio Missoni                      | Couturier italien.                                                                      | 92       |        |
| 9 mai   | Huguette Oligny                      | Actrice québécoise.                                                                     | 91       |        |
| 9 mai   | Andrew Simpson                       | Navigateur britannique, médaillé d'argent aux Jeux olympiques d'été de 2008.            | 36       |        |
| 9 mai   | Baruch Spiegel                       | Survivant de l'insurrection du ghetto de Varsovie en 1943.                              | 93       |        |
| 10 mai  | Vincent Dowling                      | Acteur irlandais                                                                        | 83       | (en)   |
| 10 mai  | Serge Méricq                         | Joueur de rugby à XV, qui a joué avec l'équipe de France (1959- 1961) et le SU Agen.    | 75       |        |
| 11 mai  | Emmanuelle Claret                    | Biathlète française.                                                                    | 44       |        |
| 11 mai  | Joe Farman                           | Physicien britannique.                                                                  | 82       | (en)   |
| 12 mai  | Olaf B. Bjørnstad                    | Sauteur à ski norvégien.                                                                | 82       | (no)   |
| 12 mai  | Kenneth Battelle                     | Coiffeur de Jackie Kennedy et de Marilyn Monroe.                                        | 86       |        |
| 12 mai  | Félix Ramananarivo                   | Prélat catholique malgache.                                                             | 78       | (en)   |
| 13 mai  | André Bord                           | Homme politique français, résistant.                                                    | 90       |        |
| 13 mai  | Joyce Brothers                       | Psychologue et actrice américaine.                                                      | 85       |        |
| 13 mai  | André Denys                          | Homme politique belge, gouverneur de la Flandre-Orientale (2004-2013).                  | 65       |        |
| 13 mai  | Luciano Lutring                      | Criminel italien.                                                                       | 75       |        |
| 13 mai  | Hilde Van Sumere                     | Sculpteur belge.                                                                        | 80       |        |
| 13 mai  | Kenneth Waltz                        | Politologue américain.                                                                  | 88       | (en)   |
| 14 mai  | Chuck Muncie                         | Joueur américain de football américain.                                                 | 60       |        |
| 14 mai  | Isabelle Nataf                       | Journaliste française.                                                                  | 51       |        |
| 14 mai  | André Sablé                          | Peintre et sculpteur français.                                                          | 91       |        |
| 14 mai  | Henri Tibi                           | Chanteur français.                                                                      | 83       |        |
| 15 mai  | Charles Kleinberg                    | Comédien et metteur en scène belge.                                                     | 75       |        |
| 15 mai  | Albert Lance                         | Chanteur d'opéra français d’origine australienne.                                       | 87       |        |
| 15 mai  | Linden Chiles                        | Acteur américain.                                                                       | 80       | (en)   |
| 15 mai  | Henrique Rosa                        | Homme politique bissau-guinéen, président intérimaire (2003-2005).                      | 67       |        |
| 15 mai  | Robert Roussil                       | Sculpteur québécois.                                                                    | 87       |        |
| 15 mai  | Odette Ventura                       | Cofondatrice de l’association Perce-Neige, veuve de Lino Ventura.                       | 94       |        |
| 15 mai  | Artus de Penguern                    | Acteur et réalisateur français.                                                         | 56       | (fr)   |
| 16 mai  | Fred Funcken                         | Bédéiste belge.                                                                         | 91       |        |
| 16 mai  | Heinrich Rohrer                      | Physicien suisse, colauréat du prix Nobel de physique 1986.                             | 79       |        |
| 16 mai  | Max Schirschin                       | Joueur et entraineur de football allemand.                                              | 92       |        |
| 16 mai  | Paul Shane                           | Acteur britannique.                                                                     | 72       | (en)   |
| 17 mai  | Dominic Kodwo Andoh                  | Prélat catholique ghanéen.                                                              | 84       | (en)   |
| 17 mai  | Philippe Gaumont                     | Coureur cycliste français, médaillé de bronze aux Jeux olympiques d'été de 1992.        | 40       |        |
| 17 mai  | Elijah Harper                        | Homme politique autochtone canadien.                                                    | 64       |        |
| 17 mai  | Harold Shapero                       | Compositeur américain.                                                                  | 93       | (en)   |
| 17 mai  | Erik Silance                         | Journaliste belge.                                                                      | 49       |        |
| 17 mai  | Jorge Rafael Videla                  | Général et homme politique argentin, dictateur (1976-1981).                             | 87       |        |
| 18 mai  | Helga Arendt                         | Athlète allemande (400 mètres).                                                         | 49       | (de)   |
| 18 mai  | Alekseï Balabanov                    | Cinéaste russe.                                                                         | 54       | (en)   |
| 18 mai  | Nam Duk Woo                          | Homme politique sud-coréen.                                                             | 89       | (en)   |
| 18 mai  | Steve Forrest                        | Acteur américain.                                                                       | 87       | (en)   |
| 18 mai  | Antoine Guichard                     | Homme d'affaires français, dirigeant du groupe Casino.                                  | 86       |        |
| 18 mai  | Penne Hackforth-Jones                | Actrice australienne.                                                                   | 63       | (en)   |
| 18 mai  | Ernst Klee                           | Journaliste et écrivain allemand.                                                       | 71       | (de)   |
| 18 mai  | Arthur Malet                         | Acteur britannique                                                                      | 85       | (en)   |
| 18 mai  | Robert Ménégoz                       | Réalisateur français                                                                    | 86       |        |
| 18 mai  | Lothar Schmid                        | Joueur d'échecs allemand.                                                               | 85       | (en)   |
| 19 mai  | Michel Laclos                        | Verbicruciste français.                                                                 | 86       |        |
| 19 mai  | Pepe Luis Vázquez                    | Matador espagnol.                                                                       | 91       | (es)   |
| 20 mai  | Flavio Costantini                    | Peintre et illustrateur d'inspiration libertaire italien.                               | 86       |        |
| 20 mai  | Mohamed Khobzi                       | Homme politique algérien.                                                               | 86       |        |
| 20 mai  | Ray Manzarek                         | Musicien américain, claviériste du groupe The Doors.                                    | 74       |        |
| 21 mai  | Pierre Bastié                        | Homme politique français, sénateur (1981-1986).                                         | 87       |        |
| 21 mai  | Trevor Bolder                        | Bassiste anglais.                                                                       | 62       |        |
| 21 mai  | Antoine Bourseiller                  | Comédien français, metteur en scène et directeur de théâtre et d’opéra.                 | 82       |        |
| 21 mai  | Dominique Venner                     | Essayiste français.                                                                     | 78       |        |
| 22 mai  | Luis de Cespedes                     | Acteur québécois.                                                                       | 64       |        |
| 22 mai  | Henri Dutilleux                      | Compositeur français.                                                                   | 97       |        |
| 22 mai  | Elizabeth Mavor (en)                 | Écrivain britannique.                                                                   | 85       | (en)   |
| 22 mai  | Yvon Tondon                          | Député français (1978-1981).                                                            | 90       |        |
| 23 mai  | Moritz de Hesse-Darmstadt            | Prince allemand, chef de la Maison de Hesse.                                            | 86       | (de)   |
| 23 mai  | Georges Moustaki                     | Auteur-compositeur-interprète français.                                                 | 79       |        |
| 23 mai  | Flynn Robinson                       | Basketteur américain.                                                                   | 72       | (en)   |
| 23 mai  | Brian Sternberg                      | Athlète américain du saut à la perche.                                                  | 69       | (en)   |
| 24 mai  | Michel Crozier                       | Sociologue français.                                                                    | 90       |        |
| 24 mai  | Ron Davies                           | Footballeur gallois.                                                                    | 70       | (en)   |
| 24 mai  | Lucien Finel                         | Homme politique français.                                                               | 85       |        |
| 24 mai  | Françoise Blanchard                  | Actrice française.                                                                      | 58       |        |
| 24 mai  | Gotthard Graubner                    | Peintre allemand.                                                                       | 82       | (de)   |
| 24 mai  | Antonio Puchades                     | Footballeur espagnol.                                                                   | 87       | (es)   |
| 24 mai  | Piotr Todorovski                     | Réalisateur russe.                                                                      | 87       |        |
| 25 mai  | Mohamed Sonko                        | Magistrat et membre du Conseil constitutionnel sénégalais.                              | ?        |        |
| 26 mai  | Fernand Bonnevie                     | Moniteur de ski français (notamment de Jean-Claude Dusse dans Les Bronzés font du ski). | 98       |        |
| 26 mai  | Guy Carcassonne                      | Juriste et constitutionnaliste français.                                                | 62       |        |
| 26 mai  | Marcel Costes                        | Homme politique français, sénateur du Lot (1983-1992).                                  | 77       |        |
| 26 mai  | Yoshinari Matsushita                 | Journaliste, essayiste et pilote de moto japonais.                                      | 43       |        |
| 26 mai  | Otto Muehl                           | Artiste autrichien, cofondateur de l'Actionnisme viennois.                              | 87       |        |
| 26 mai  | Jack Vance                           | Auteur américain de science-fiction.                                                    | 96       | (en)   |
| 27 mai  | Michel-Antoine Burnier               | Journaliste et écrivain français.                                                       | 71       |        |
| 27 mai  | Juanjo Garra (es)                    | Alpiniste espagnol.                                                                     | 49       |        |
| 27 mai  | Bill Pertwee                         | Acteur britannique (Dad's Army).                                                        | 86       | (en)   |
| 27 mai  | Abdoulaye Sékou Sow                  | Homme politique malien, premier ministre (1993-1994).                                   | 83       |        |
| 27 mai  | Little Tony                          | Chanteur de Saint-Marin.                                                                | 72       |        |
| 27 mai  | Ingrid Visser                        | Volleyeuse neerlandaise. (le 27 mai : date de la découverte des corps)                  | 35       |        |
| 28 mai  | Silvério Jarbas Paulo de Albuquerque | Prélat catholique brésilien.                                                            | 96       | (en)   |
| 28 mai  | Eddi Arent                           | Acteur et humoriste allemand.                                                           | 88       | (de)   |
| 28 mai  | Nino Bibbia                          | Skeletoneur et bobeur italien, médaille d'or aux Jeux olympiques d'hiver de 1948.       | 91       | (it)   |
| 28 mai  | Viktor Koulikov                      | Maréchal de l'Union soviétique.                                                         | 91       | (ru)   |
| 28 mai  | Irénise Moulonguet                   | Supercentenaire, doyenne des Français.                                                  | 112      |        |
| 28 mai  | Eddie Romero                         | Producteur, réalisateur et scénariste philippin.                                        | 88       | (en)   |
| 29 mai  | Nino Baragli                         | Monteur italien.                                                                        | 88       |        |
| 29 mai  | Andrew Greeley                       | Sociologue américain.                                                                   | 85       | (en)   |
| 29 mai  | Mulgrew Miller                       | Jazzman américain.                                                                      | 58       |        |
| 29 mai  | Henry Morgentaler                    | Médecin canadien, militant pro-avortement (1969-2006).                                  | 90       |        |
| 29 mai  | Franca Rame                          | Actrice et femme politique italienne.                                                   | 84       | (it)   |
| 30 mai  | Rituparno Ghosh                      | Réalisateur et scénariste indien.                                                       | 49       | (en)   |
| 30 mai  | Helen Hanft                          | Actrice américaine.                                                                     | 79       | (en)   |
| 30 mai  | Arquímedes Herrera                   | Athlète vénézuélien du sprint.                                                          | 77       | (es)   |
| 31 mai  | Jacques Bollo                        | Artiste peintre français.                                                               | 81       |        |
| 31 mai  | Abdoulaye Ly                         | Homme politique sénégalais.                                                             | 94       |        |
| 31 mai  | Tim Samaras                          | Chasseur américain de tempête.                                                          | 55       | (en)   |
| 31 mai  | Jean Stapleton                       | Actrice américaine.                                                                     | 90       |        |